# Alexandria Ocasio-Cortez
Alexandria Ocasio-Cortez (Nova Iorque, 13 de outubro de 1989), também conhecida por suas iniciais AOC, é uma política, ativista e organizadora comunitária dos Estados Unidos, atualmente servindo como congressista na Câmara dos Representantes por Nova Iorque. Americana de nascimento, filha de uma porto-riquenha. Cresceu num bairro de classe trabalhadora no Bronx, estudou relações internacionais e economia na Universidade de Boston. Após formar-se, trabalhou como bartender e garçonete para ajudar a sua mãe. Entrou na política em 2018 e venceu as primárias para o 14º Distrito de Nova Iorque pelo Partido Democrata usando um discurso a favor das minorias sociais e pró-imigração, fazendo uma campanha com baixo orçamento baseada em doações.
Ocasio-Cortez autointitula-se uma socialista democrática e faz parte do grupo interno Socialistas Democráticos da América do Partido Democrata, grupo que apoiou a pré-candidatura do senador Bernie Sanders na eleição presidencial nos Estados Unidos em 2016. A atriz e ativista Cynthia Nixon, também democrata e autointitulada socialista, que concorreu na primária do partido para governadora de Nova Iorque, inspirou-se em Ocasio-Cortez e disse que ela desafiou o establishment democrata e fez campanha pelos democratas progressistas contra os "democratas corporativistas".
Ocasio-Cortez derrotou o deputado e presidente do Caucus Democrata da Câmara de Representantes Joseph Crowley, ao vencer a primária para o 14º distrito de Nova York na que foi considerada a maior surpresa das primárias para as eleições para o Congresso dos Estados Unidos em 2018. A sua campanha, considerada inicialmente pouco viável, ganhou força nas últimas semanas tendo como foco as minorias negras e latinas que vivem em Bronx e Queens. Uma vez no cargo de congressista, Cortez passou a apoiar uma agenda política voltada para defender a implementação de um sistema de saúde universal nos Estados Unidos, leis de segurança empregatícia em nível federal, licença parental para os trabalhadores, estabelecimento de um "Green New Deal", abolição da Agência de Imigração e Fiscalização Aduaneira (ICE) do governo, mais acesso a universidades e escolas públicas, projetos de infraestrutura voltados para energias renováveis e aumento de impostos para os mais ricos.

## Infância e juventude
Ocasio-Cortez nasceu numa família católica na cidade de Nova Iorque, no bairro do Bronx, a 13 de outubro de 1989, filha de Blanca Ocasio-Cortez (nascida Cortez) e Sergio Ocasio-Romana. Tem um irmão mais novo chamado Gabriel. O seu pai nasceu no Bronx numa família porto-riquenha e tornou-se arquiteto; já a sua mãe nasceu em Porto Rico. Viveu com a sua família num apartamento no Bronx, em Parkchester, até os cinco anos, quando a família se mudou para uma casa no subúrbio Yorktown Heights.
Ocasio-Cortez frequentou o Yorktown High School, graduando-se em 2007. No ensino médio e na faculdade, atendia pelo nome de "Sandy Ocasio". Ela ficou em segundo lugar na categoria de microbiologia da Feira Internacional de Ciências e Engenharia da Intel em 2007, com um projeto de pesquisa sobre o efeito dos antioxidantes na vida do nematoide Caenorhabditis elegans. Numa demonstração de gratidão pelos seus esforços, o Laboratório Lincoln do MIT nomeou um pequeno asteroide em sua homenagem: 23238 Ocasio-Cortez. No colégio, ela participou da Sessão Legislativa Jovem do Instituto Nacional Hispânico de Lorenzo de Zavala (LDZ). Mais tarde, tornou-se Secretária de Estado da LDZ enquanto estudava na Boston University. Ocasio-Cortez tinha uma bolsa John F. Lopez.
Depois de formar-se no ensino médio, matriculou-se na Boston University. O seu pai morreu de cancro do pulmão em 2008 durante o seu segundo ano, e Ocasio-Cortez envolveu-se numa longa batalha de sucessão para liquidar o seu inventário. Ela disse que a experiência a ajudou a aprender "em primeira mão como os advogados nomeados pelo tribunal para administrar uma propriedade podem enriquecer às custas das famílias que lutam para entender a burocracia". Durante a faculdade, serviu como estagiária do senador Ted Kennedy, na sua seção sobre as relações exteriores e questões de imigração. Ocasio-Cortez graduou-se cum laude pela Boston University em 2011, com um diploma de bacharel em relações internacionais e economia.

## Início de carreira
Depois da faculdade, voltou para o Bronx e conseguiu um emprego como bartender e garçonete para ajudar a sua mãe - uma faxineira e motorista de autocarro escolar - a lutar contra a execução hipotecária de sua casa. Mais tarde, lançou a Brook Avenue Press, uma editora de livros que retratavam o Bronx de uma forma positiva. Ocasio-Cortez também trabalhou para o National Hispanic Institute, uma organização sem fins lucrativos.
Durante as primárias de 2016, trabalhou como organizadora da campanha presidencial de Bernie Sanders. Após a eleição geral, viajou pelos Estados Unidos de carro, visitando lugares como Flint, Michigan, e a Reserva Indígena Standing Rock em Dakota do Norte, e falando com as pessoas afetadas pela crise de água de Flint e pelo Dakota Access Pipeline. Numa entrevista, lembrou a sua visita em dezembro de 2016 a Standing Rock como um ponto de inflexão, dizendo que, antes disso, ela acreditava que a única maneira de candidatar-se de forma eficaz era ter acesso a riqueza, influência social e poder. Mas a sua visita a Dakota do Norte, onde viu outras pessoas "colocando todas as suas vidas e tudo o que tinham em risco pela proteção da sua comunidade", inspirou-a a começar a trabalhar pela sua própria comunidade. Um dia depois da sua visita a Dakota do Norte, recebeu um telefonema do Brand New Congress, que estava a recrutar candidatos progressistas (o seu irmão indicou-a logo após o dia da eleição de 2016).

## Câmara dos Representantes dos Estados Unidos

### Eleições

#### 2018

O logotipo da campanha parlamentar de Ocasio-Cortez foi inspirado em "pósteres e imagens revolucionárias do passado"

Ocasio-Cortez começou a sua campanha em abril de 2017, enquanto servia mesas e atendia no bar Flats Fix. Foi a primeira pessoa desde 2004 a desafiar Joe Crowley, o Presidente do Caucus Democrático, nas primárias. Enfrentou uma desvantagem financeira, dizendo: "Você realmente não pode vencer muito dinheiro com mais dinheiro. Você tem que vencê-los com um jogo totalmente diferente".  A campanha de Ocasio-Cortez não aceitou doações de empresas. Os designs dos seus pósteres de campanha foram inspirados em "pósteres e visuais revolucionários do passado".
A 15 de junho, o único encontro face a face dos candidatos durante a campanha ocorreu num talk show político local, Inside City Hall. O formato foi uma entrevista conjunta conduzida por Errol Louis, que o NY1 caracterizou como um debate. A 18 de junho, um debate no Bronx foi agendado, mas Crowley não participou. Ele enviou a ex-vereadora da cidade de Nova Iorque Annabel Palma no seu lugar.

#### Apoios
Ocasio-Cortez foi endossada por organizações progressistas e de direitos civis, como MoveOn e Democracy for America, e pela atriz e candidata pela primeira vez Cynthia Nixon. O governador Cuomo endossou Crowley, assim como os senadores de Nova Iorque Chuck Schumer e Kirsten Gillibrand e o prefeito da cidade de Nova Iorque, Bill de Blasio, e vários deputados federais, vários funcionários locais eleitos e sindicatos comerciais, e grupos como o Sierra Club, Planned Parenthood, Working Families Party, NARAL Pro-Choice America e Moms Demand Action for Gun Sense in America, entre outros.

#### Eleição primária

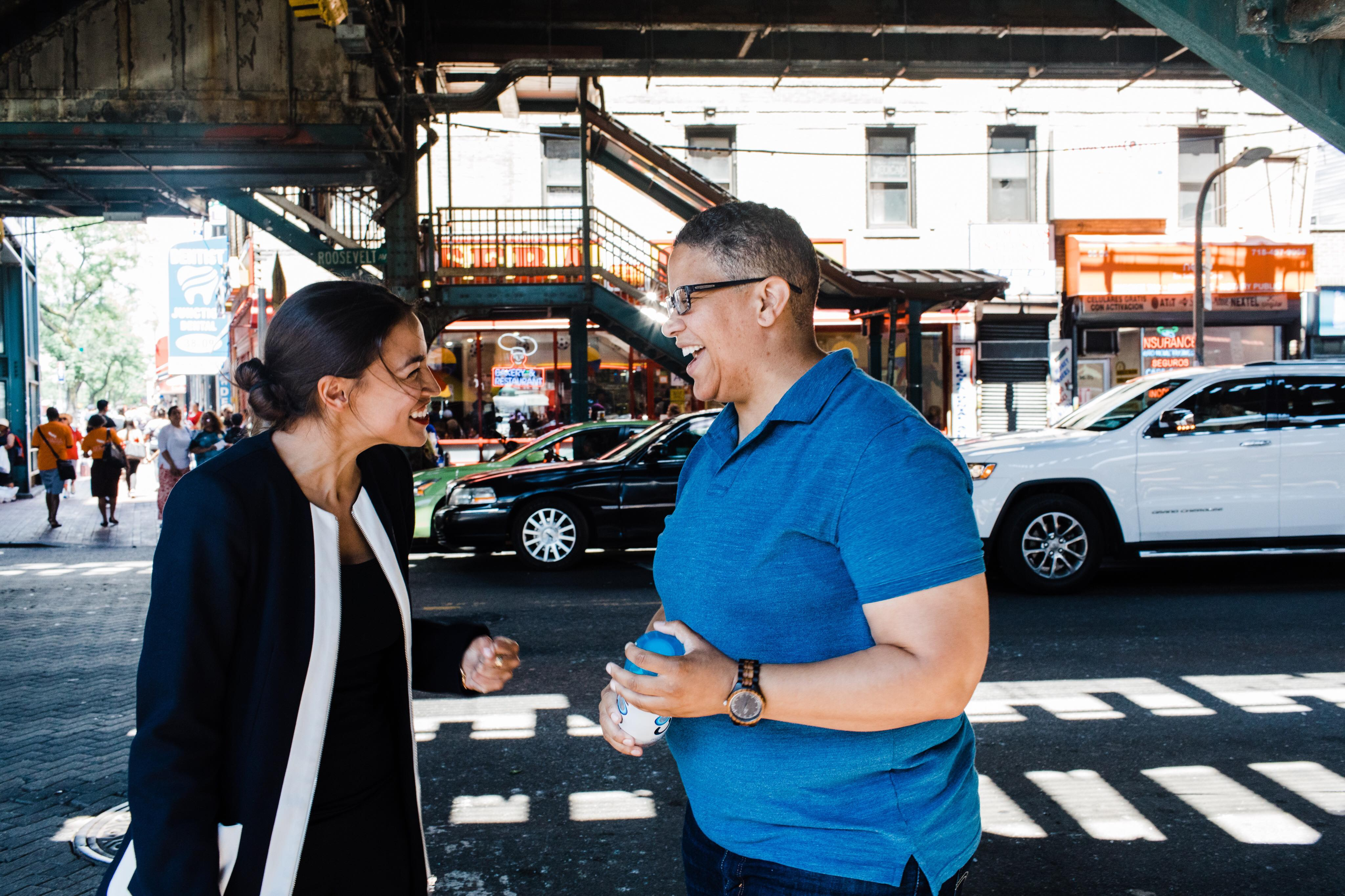
Ocasio-Cortez com Kerri Evelyn Harris

A 26 de junho de 2018, recebeu 57,13% dos votos (15 897) contra 42,5% de Crowley (11 761), derrotando o titular de dez mandatos por quase 15 pontos percentuais. O resultado chocou muitos comentaristas e analistas políticos e imediatamente atraiu atenção nacional. A Time chamou de "a maior reviravolta das eleições de 2018 até agora" e a CNN fez uma declaração semelhante. O New York Times chamou de "uma derrota chocante nas primárias na terça-feira, a perda mais significativa para um candidato democrata em mais de uma década, e que irá reverberar em todo o partido e o país". The Guardian chamou de "uma das maiores surpresas na história política americana recente". Crowley gastou dezoito vezes mais que AOC ($ 1,5 milhão a $ 83 000), mas Ocasio-Cortez ganhou o endosso de alguns grupos influentes à esquerda do partido. Merriam-Webster relatou que as pesquisas pela palavra "socialismo" aumentaram 1 500 % após sua vitória. Crowley admitiu a derrota na noite da eleição, mas não telefonou naquela noite para parabenizá-la, alimentando as especulações da curta duração de que ele pretendia concorrer contra ela nas eleições gerais.
Bernie Sanders e Noam Chomsky parabenizaram-na. Vários comentaristas observaram as semelhanças entre a vitória de Ocasio-Cortez sobre Crowley e o movimento Tea Party de Dave Brat - vitória de 2014 sobre o líder da maioria na Câmara, Eric Cantor, nas primárias republicanas para o 7º distrito congressional da Virgínia. Como Crowley, Cantor era um membro do alto escalão no caucus do seu partido. Depois da sua vitória nas primárias, Ocasio-Cortez endossou vários desafiantes progressistas nas primárias para candidaturas democratas em todo o país, capitalizando a sua fama e gastando o seu capital político de uma maneira incomum, mesmo para vencedores inesperados das primárias.

#### Eleições gerais
Ocasio-Cortez enfrentou o candidato republicano Anthony Pappas nas eleições gerais de 6 de novembro. Pappas, que mora em Astoria, era professor de Economia na St. John's University. De acordo com o New York Post, Pappas não fez campanha ativamente. O Post escreveu que "a candidatura de Pappas foi um tiro no escuro". Os democratas registrados superaram os republicanos em quase seis para um.
Ela foi endossada por várias organizações e figuras politicamente progressistas, incluindo o ex-presidente Barack Obama e o senador norte-americano Bernie Sanders. Ela falou na conferência de Netroots Nation em agosto de 2018 e foi chamada de "a estrela indiscutível da convenção".
Venceu a eleição com 78% dos votos (110 318) contra 14% de Pappas (17 762). Crowley, nas linhas do WFP e WEP, recebeu 9 348 votos (6,6%). A sua eleição foi parte de uma vitória democrata mais ampla nas eleições de meio do mandato de 2018, quando o partido ganhou o controle da Câmara ao obter 41 cadeiras. Saikat Chakrabarti, que havia sido seu copresidente de campanha, tornou-se chefe de gabinete do seu escritório no Congresso.

#### Cobertura dos midia

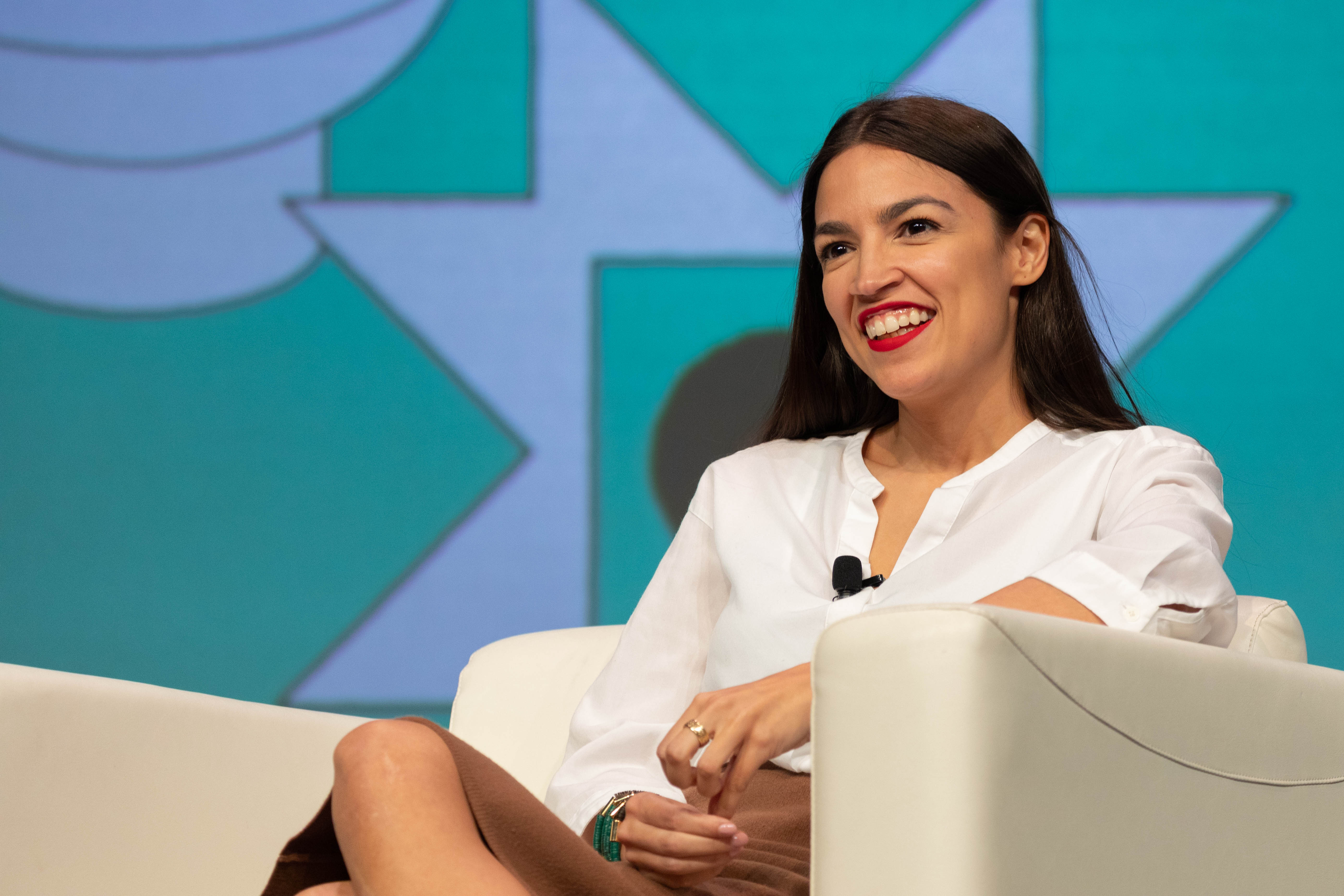
Ocasio-Cortez no South by Southwest, em 2019.

A primeira rede de mídia a dar a Ocasio-Cortez uma plataforma e cobrir amplamente a sua campanha e suas políticas foi The Young Turks, um programa de notícias online de esquerda. Após a vitória nas primárias, ela rapidamente atraiu a atenção da mídia nacional, incluindo vários artigos e aparições em programas de entrevistas na TV. Ela também atraiu muita atenção da mídia quando junto com Sanders fizeram campanha para James Thompson no Kansas em julho de 2018. Um comício em Wichita teve que ser transferido de um teatro com capacidade para 1 500 pessoas quando muito mais pessoas disseram que compareceriam. O evento atraiu 4 000 pessoas, algumas delas sentadas no chão. No New Yorker, Benjamin Wallace-Wells escreveu que, embora Sanders permanecesse "o líder de fato de uma esquerda cada vez mais popular, [ele é incapaz de] fazer coisas que não vêm naturalmente para ele, como esperança de suprimento". Wallace-Wells sugeriu que Ocasio-Cortez tornou a tarefa de Sanders mais fácil, pois ele poderia apontar para o sucesso dela para mostrar que ideias "antes consideradas radicais eram agora parte da corrente dominante".
A campanha de Ocasio-Cortez foi destaque na capa da edição de junho de 2018 do The Indypendent, um jornal mensal gratuito com sede em Nova Iorque. Num tweet, ela saudou a aparição na capa do "mês clássico de NYC" como um avanço importante para sua campanha. Na verdade, Ocasio-Cortez mal foi mencionada na imprensa até a sua vitória nas primárias. A mídia notou que ela não tinha um artigo na Wikipédia até que ganhou a sua eleição primária, gerando críticas de que o site tem um notável viés contra as mulheres.
The Young Turks continuou a cobrir Ocasio-Cortez e a defendê-la das elites políticas e da mídia que a viam como algo fora da cultura política de Washington DC, com críticas ocasionais a algumas de suas políticas.
Ocasio-Cortez foi um dos temas do documentário Fahrenheit 11/9 de Michael Moore em 2018.
Na tentativa de embaraçar Ocasio-Cortez pouco antes de ela assumir o cargo, o usuário do Twitter "AnonymousQ" compartilhou um vídeo de dança datado dos anos de faculdade de Ocasio-Cortez, produzido por um estudante da Universidade de Boston, no qual ela aparece brevemente. Muitos usuários da mídia social vieram em sua defesa, inspirando memes. Ocasio-Cortez respondeu postando um vídeo alegre de si mesma dançando "War" de Edwin Starr fora do seu escritório no Congresso.

### 2020
Em 2020, Michelle Caruso-Cabrera desafiou Ocasio-Cortez nas primárias democratas. Depois que Ocasio-Cortez ganhou a indicação, Caruso-Cabrera se reorganizou e concorreu nas eleições gerais como indicada do Movimento Serve America. Os adversários republicanos de Ocasio-Cortez na eleição geral incluíam o indicado John Cummings, um ex-policial, e Antoine Tucker, um candidato write-in.
The American Prospect escreveu em outubro de 2020 que Ocasio-Cortez estava "passando a campanha de 2020 realizando workshops" para constituintes sobre organização de locais de trabalho, combate ao despejo e organização de creches coletivas. Eles observaram que Ocasio-Cortez não costumava ser destaque nas oficinas, dizendo que a "estratégia descentraliza a candidata da sua própria campanha.
A 20 de outubro de 2020, Ocasio-Cortez participou em stream do jogo de dedução social Among Us do Twitch com a sua colega congressista Ilhan Omar, junto com muitos jogadores consagrados como Pokimane, DrLupo e mxmtoon. O stream atingiu seu pico com mais de 400 mil espectadores, e de acordo com Joshua Rivera do The Guardian, conseguiu humanizá-la. Ocasio-Cortez participou novamente do Among Us no Twitch a 27 de novembro de 2020 com Hasan Piker, xQc, ContraPoints e o deputado canadense Jagmeet Singh para arrecadar dinheiro para alimentos, assistência jurídica de defesa de despejo e organizações de apoio comunitário para ajudar aqueles que sofriam dificuldades económicas durante a pandemia do COVID-19. O stream levantou 200 mil dólares e Ocasio-Cortez escreveu que "Isso vai fazer uma grande diferença para aqueles que mais precisam agora".

#### Posse

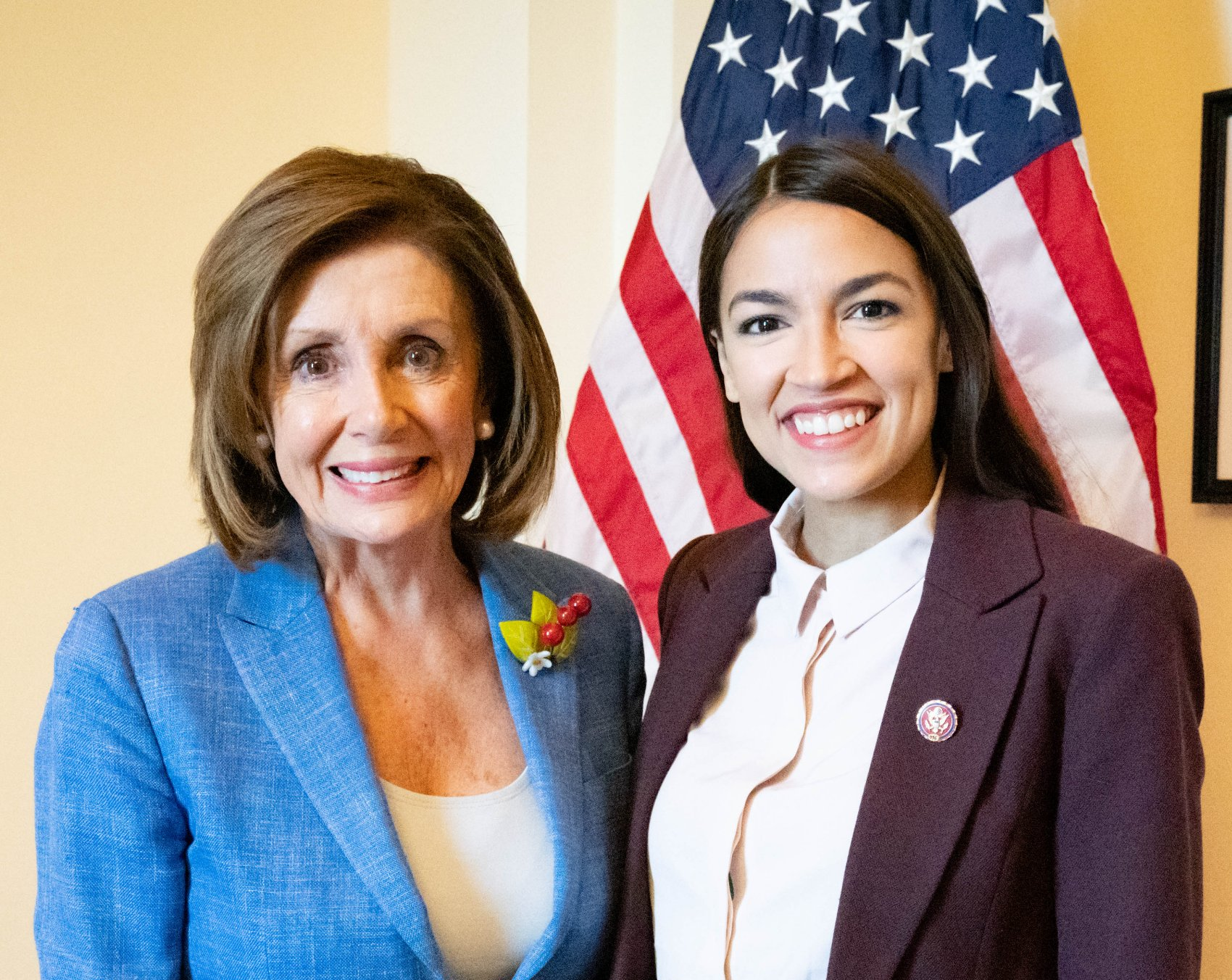
Ocasio-Cortez e Nancy Pelosi, Presidente da Câmara dos Representantes dos Estados Unidos, em julho de 2019.

Quando o 116º Congresso foi convocado a 3 de janeiro de 2019, Ocasio-Cortez entrou sem senioridade, mas com uma grande presença nas redes sociais. Axios creditou a ela "tanta influência na mídia social quanto todos os seus colegas democratas iniciantes juntos". Em agosto de 2020, ela tinha 8 milhões de seguidores no Twitter, acima do 1,4 milhão em novembro de 2018, ultrapassando Nancy Pelosi. Ela tinha 2,2 milhões de seguidores no Instagram em janeiro de 2019 e 500 mil seguidores no Facebook em fevereiro de 2019. Os seus colegas a indicaram para lhes dar aulas de mídia social após a sua chegada ao Congresso. No início de julho de 2019, dois processos foram abertos contra ela por bloquear Joey Saladas e Dov Hikind no Twitter, à luz de decisão do Segundo Circuito de Apelações de que o Presidente Trump tinha violado a Primeira Emenda ao bloquear pessoas no Twitter. A 4 de novembro de 2019, foi anunciado que o processo tinha sido encerrado, com Ocasio-Cortez emitindo um comunicado pedindo desculpas pelo bloqueio do Twitter.
Numa entrevista em 2019, Ocasio-Cortez disse que parou de usar a sua conta privada do Facebook e estava minimizando o uso de todas as contas e plataformas de mídia social, chamando-as de "risco para a saúde pública".

### Chegada à Câmara dos Representantes

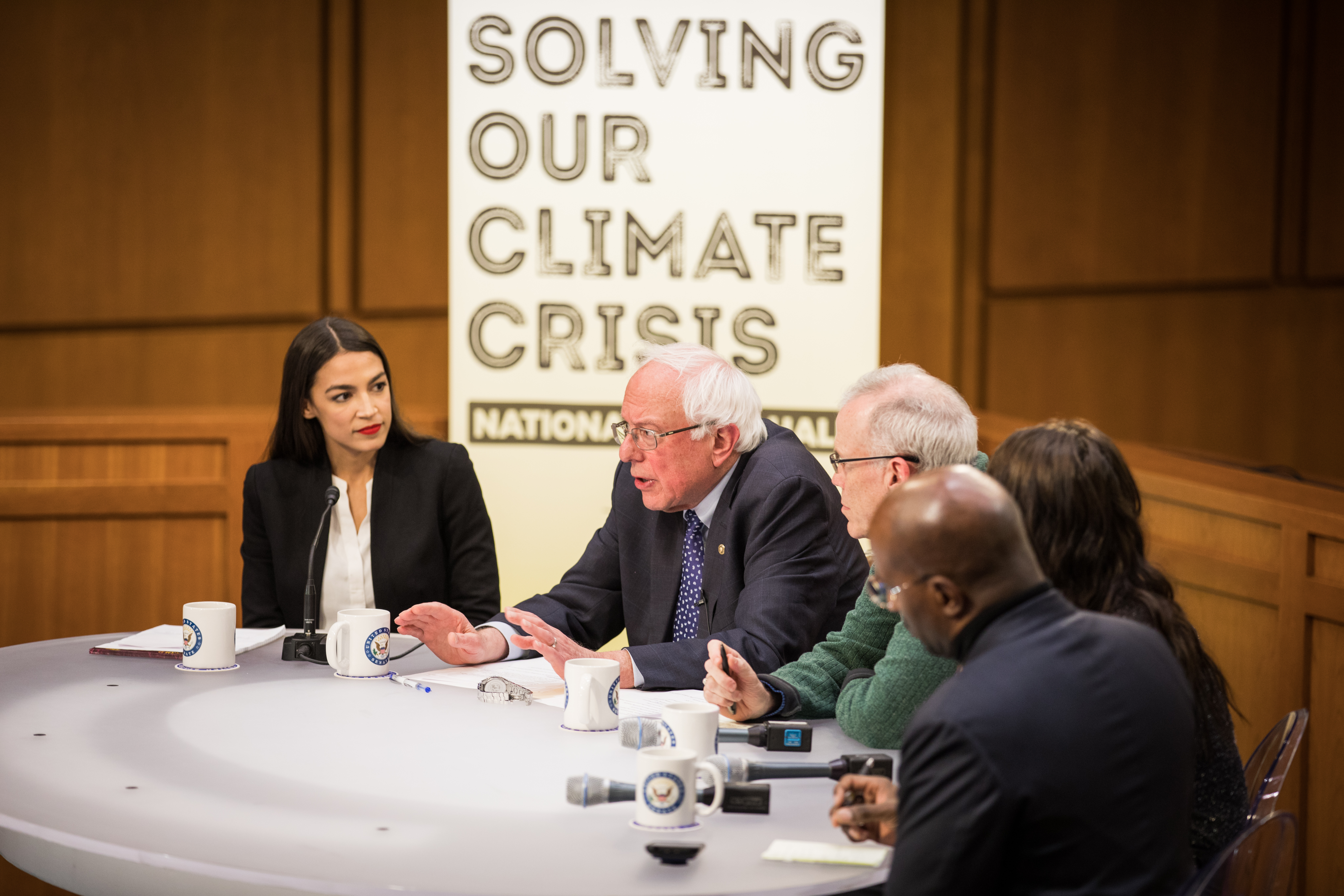
Ocasio-Cortez e o senador Bernie Sanders em dezembro de 2018.

Em novembro de 2018, no primeiro dia de orientação do Congresso, Ocasio-Cortez participou num protesto contra a mudança climática em frente ao escritório da líder da minoria da Câmara, Nancy Pelosi. Também naquele mês, ela apoiou a candidatura de Pelosi para ser presidente da Câmara, uma vez que o Partido Democrata recuperou a maioria com a condição de que Pelosi "continue a ser o candidato mais progressista a presidente da Câmara ".
Durante a orientação para os novos membros patrocinada pela Escola de Governo John F. Kennedy, Ocasio-Cortez escreveu no Twitter em dezembro de 2018 sobre a influência dos interesses corporativos por patrocinadores como o American Enterprise Institute e o Center for Strategic and International Studies: " Os lobistas estão aqui. Goldman Sachs está aqui. Onde estão os trabalhadores? Ativistas? Líderes comunitários da linha de frente? ".
Em janeiro de 2019, quando Ocasio-Cortez fez o seu primeiro discurso no plenário do Congresso, a C-SPAN tuitou o vídeo. Em 12 horas, o vídeo do seu discurso de quatro minutos estabeleceu o recorde como o vídeo mais assistido da C-SPAN no Twitter por um membro da Câmara dos Representantes.

### Audiências
Em fevereiro de 2019, ao falar numa audiência no Congresso com um painel de representantes dos grupos de fiscalização de finanças das campanhas, Ocasio-Cortez questionou o painel sobre os regulamentos de ética que se aplicam ao presidente e aos membros do Congresso. Ela afirmou que nenhum regulamento impede que os legisladores "sejam comprados pelas empresas ricas". Com mais de 37,5 milhões de visualizações, o clipe tornou-se o vídeo político mais assistido postado no Twitter.
Quando o ex-advogado do presidente Donald Trump, Michael Cohen, compareceu ao Comité de Supervisão em fevereiro de 2019, Ocasio-Cortez perguntou se Trump havia inflado os valores dos imóveis para fins bancários ou de seguro e perguntou onde poderia obter mais informações sobre o assunto. A resposta de Cohen implicava que Trump poderia ter cometido fraude fiscal e bancária nas suas declarações de impostos pessoais e empresariais, declarações financeiras e registros imobiliários. O presidente da American Constitution Society nomeou-a como a melhor membro do comité em obter informações específicas de Cohen sobre as "práticas duvidosas de Trump, junto com um roteiro de como descobrir mais". O colunista do New York Times David Brooks elogiou a sua habilidade em questionar Cohen. O diálogo entre Ocasio-Cortez e Cohen levou a uma investigação pela procuradora-geral de Nova Iorque, Letitia James, que referiu-se a ele em agosto de 2020 ao entrar com uma ação legal para obrigar as empresas de Trump a cumprir as intimações sobre informações financeiras, e para obrigar seu filho Eric Trump a testemunhar.

### Cobertura dos mídia
De acordo com relatórios de março de 2019, Ocasio-Cortez continuou a receber cobertura da mídia no início do seu mandato no Congresso no mesmo nível dos candidatos presidenciais de 2020 e foi considerada "uma das faces do Partido Democrata" e um dos políticos mais comentados nos Estados Unidos. Entre 8 e 14 de julho de 2019, ela atraiu mais atenção da mídia social do que os candidatos presidenciais democratas. A empresa de rastreamento NewsWhip descobriu que as interações com artigos de jornais sobre Ocasio-Cortez totalizaram 4,8 milhões, enquanto nenhum candidato presidencial democrata obteve mais de 1,2 milhão. David Bauder da Associated Press escreveu que os apoiadores de Trump estavam tendo "algum sucesso" em ter "Ocasio-Cortez em primeiro lugar quando as pessoas pensam" no Partido Democrata.
De acordo com um estudo da Media Matters for America, Ocasio-Cortez foi intensamente discutida nos canais de televisão Fox News e Fox Business, sendo mencionada todos os dias de 25 de fevereiro a 7 de abril de 2019, para um total de 3 181 menções em 42 dias. David Smith, do Guardian, escreveu que esta é uma evidência de que a Fox está "obcecada por Ocasio-Cortez, retratando-a como uma socialista radical que ameaça o modo de vida americano". Brian Stelter da CNN Business descobriu que, entre janeiro e julho de 2019, ela teve quase três vezes mais menções na Fox News do que na CNN e MSNBC, e sete vezes mais do que a cobertura de James Clyburn, um líder democrata na Câmara dos Representantes. Stelter escreveu que a atenção que Ocasio-Cortez está a receber causou "a percepção, especialmente na direita, de que as suas posições e políticas são representativas do Partido Democrata como um todo".  Numa pesquisa da CBS News e YouGov com quase 2 100 americanos conduzida entre 17 e 19 de julho, foi descoberto que os entrevistados republicanos estavam mais cientes de Ocasio-Cortez do que os democratas. Ela teve avaliações muito desfavoráveis entre os entrevistados republicanos e favoráveis entre os democratas.
Em março de 2019, o PolitiFact relatou que Ocasio-Cortez é "um dos políticos mais visados por alegações fraudulentas, apesar de ela ter ingressado no Congresso como caloura". Citações falsas atribuídas a ela, fotos e rumores falsos espalharam-se nas redes sociais, alguns destes tendo tido origem em 4chan e r/The_Donald. Em julho de 2019, o material falso incluía atribuir a Ocasio-Cortez coisas que Trump tinha dito, como "Eu tenho um cérebro muito bom e disse muitas coisas". A 18 de julho de 2019, Charlie Rispoli, um policial de Gretna, postou no Facebook uma aparente ameaça de atirar em Ocasio-Cortez, chamando-a de "idiota vil" que "precisa de uma rodada, e não me refiro ao tipo que ela costumava servir" como bartender. Rispoli postou o comentário numa resposta a uma notícia falsa que citava Ocasio-Cortez dizendo "Pagamos muito aos soldados". Uma foto da reportagem também tinha o rótulo de "sátira ". Rispoli foi demitido pela sua postagem e sua conta do Facebook foi excluída.

### O "Esquadrão"
Ocasio-Cortez é membro de um grupo informal de caloiros progressistas do Congresso chamado "The Squad" ("O Esquadrão"), juntamente com Ilhan Omar (D-MN), Ayanna Pressley (D-MA), Rashida Tlaib (D-MI), Cori Bush (D-MO) e Jamaal Bowman (D-NY). A 14 de julho de 2019, Trump atacou o Squad (que tinha apenas quatro membros na época) num tweet, dizendo que eles deveriam "voltar e ajudar a consertar" os países de onde vieram, em vez de criticar o governo americano. Ele continuou a fazer comentários semelhantes nos dias seguintes, embora três das mulheres, incluindo Ocasio-Cortez, tivessem nascido nos Estados Unidos. Ocasio-Cortez respondeu num tweet que "as palavras do presidente [ontem], dizendo a quatro congressistas americanas de cor 'voltem para seu próprio país', é a linguagem característica dos supremacistas brancos." Mais tarde, ela acrescentou: "Não deixamos as coisas que amamos, e quando amamos este país, isso significa que propomos as soluções para consertá-lo". Dias depois, Trump afirmou falsamente que Ocasio-Cortez chamou "nosso país e nosso povo de 'lixo'"; ela na verdade disse que os americanos não deveriam contentar-se com políticas moderadas que são "10% melhores que lixo". Trump também afirmou falsamente que Ocasio-Cortez dissera que "os imigrantes ilegais são mais americanos" do que os americanos que tentavam mantê-los fora; ela na verdade disse que "as mulheres e crianças naquela fronteira que estão tentando buscar refúgio e oportunidade" na América "estão agindo mais como americanas" do que aqueles que tentavam mantê-las fora.

### Green New Deal
A 7 de fevereiro de 2019, Ocasio-Cortez submeteu ao Senado o seu primeiro ato legislativo, o Green New Deal. Ela e o senador Ed Markey divulgaram uma resolução conjunta não vinculativa que apresentava os principais elementos de uma "mobilização econômica" de dez anos que eliminaria o uso de combustível fóssil e revisaria a infraestrutura do país. O seu plano previa a implementação do "custo social do carbono" que fazia parte dos planos do governo Obama para lidar com a mudança climática. Nesse processo, o objetivo era criar empregos e impulsionar a economia. De acordo com a CNBC, um esboço inicial do Green New Deal pedia "abandonar completamente os combustíveis fósseis, atualizar ou substituir 'todos os prédios' no país e 'revisar totalmente o transporte' até que 'as viagens aéreas deixem de ser necessárias'". O esboço definiu a meta de fazer com que os EUA "criassem gases de efeito estufa 'líquido zero' em 10 anos. Grupos ativistas como o Greenpeace e o Movimento Sunrise manifestaram-se a favor do plano. Nenhum legislador republicano expressou apoio. O plano ganhou o apoio de alguns senadores democratas, incluindo Elizabeth Warren, Bernie Sanders e Cory Booker, mas outros democratas, como a senadora Dianne Feinstein e a presidente da Câmara, Nancy Pelosi, rejeitaram a proposta. Pelosi referiu-se a ela como "o sonho verde, ou como quer que o chamem?".
A 26 de março, no que os democratas chamaram de "façanha", os republicanos do Senado pediram uma votação antecipada do Green New Deal sem permitir discussão ou testemunho de especialistas. Markey disse que os republicanos estavam tentando "zombar" do debate do Green New Deal e considerou a votação uma "farsa". Em protesto, os democratas do Senado votaram "presente" ou contra o projeto, resultando numa derrota por 57-0 no plenário do Senado. Em março de 2019, um grupo de ativistas do Reino Unido propôs que o Partido Trabalhista adotasse um plano semelhante, "Labor for a Green New Deal". O grupo disse que tinha se inspirado no Movimento Sunrise e no trabalho que Ocasio-Cortez tinha feito nos Estados Unidos.

### Agressão verbal
A 20 de julho de 2020, os representantes republicanos Ted Yoho e Roger Williams abordaram Ocasio-Cortez nos degraus do Capitólio, onde Yoho (ouvido por um jornalista) a chamou de "nojenta" e disse-lhe: "Você está fora da sua mente enlouquecida" por ter sugerido recentemente que a pobreza e o desemprego estavam provocando um aumento na criminalidade na cidade de Nova Iorque durante a pandemia do coronavírus. Ocasio-Cortez disse a Yoho que ele estava sendo "rude". Enquanto afastava-se de Yoho para o Capitólio, Yoho chamou-a de "puta do caralho". Quando questionada sobre o incidente, Ocasio-Cortez disse: "Esse tipo de confronto nunca aconteceu comigo ... Eu nunca tive esse tipo de desrespeito abrupto e nojento sobre mim." Yoho foi convidado a comentar, mas recusou. O líder da minoria Kevin McCarthy condenou as ações de Yoho e o líder da maioria na Câmara, Steny Hoyer, disse que Yoho deveria desculpar-se publicamente, e que a sua conduta "precisa de punição".
No dia seguinte, Yoho abordou o assunto no plenário da Câmara e, sem nomear Ocasio-Cortez, disse que não havia dirigido as "palavras ofensivas de xingamento" a nenhum dos seus colegas diretamente. Ele desculpou-se, pela "maneira abrupta da conversa que tive com a minha colega de Nova Iorque - é verdade que discordamos das políticas e visões para a América -, mas isso não significa que devamos ser desrespeitosos. Tendo sido casado por 45 anos e com duas filhas, conheço muito bem a minha língua". Ocasio-Cortez respondeu aos comentários de Yoho no dia seguinte. Num discurso amplamente televisionado, ela condenou o privilégio masculino, o comportamento e a cultura sexista sistémica e a linguagem violenta contra as mulheres. Ela também criticou Yoho por "se esconder atrás da sua esposa e filhas" no seu discurso no dia anterior:
| “ | Ter uma filha não torna um homem decente. Ter uma esposa não torna um homem decente. Tratar as pessoas com dignidade e respeito torna um homem decente. [...] Eu sou filha de alguém também. O meu pai, felizmente, não está vivo para ver como o Sr. Yoho tratou a sua filha. A minha mãe teve que ver o desrespeito do Sr. Yoho no chão desta casa para comigo na televisão. E estou aqui porque tenho que mostrar aos meus pais que sou filha deles, e que eles não me educaram para aceitar o abuso dos homens. | ” |

### Tomada do Capitólio dos Estados Unidos em 2021

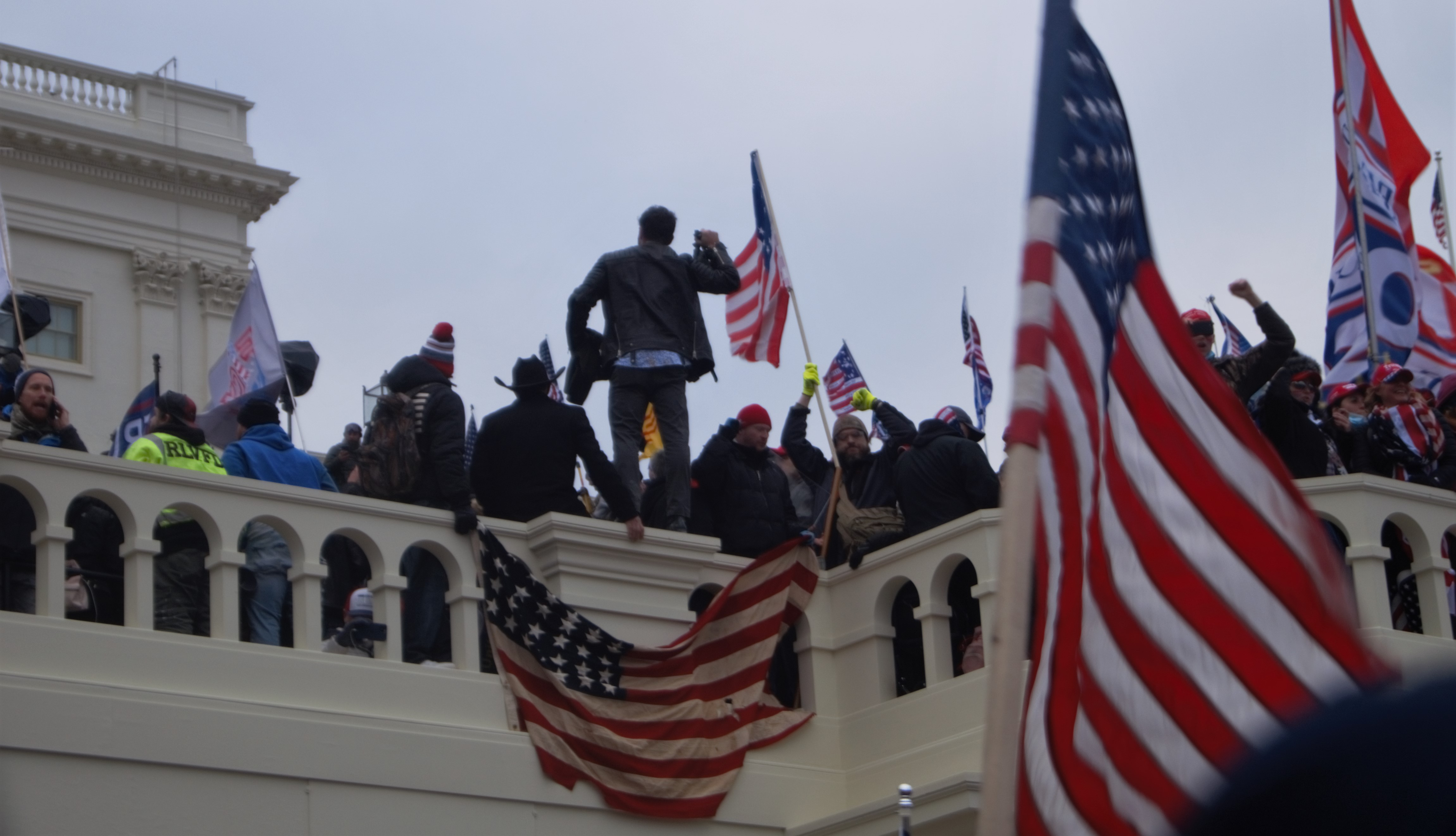
Grupo de invasores na escadaria do Capitólio.

Num vídeo de quase 90 minutos no Instagram Live, ela disse que já havia sofrido uma agressão sexual e relatou novamente a sua experiência durante a invasão do Capitólio dos Estados Unidos em 2021, quando estava em seu escritório. Ela disse que tinha se escondido no banheiro do seu escritório antes de ser surpreendida por um oficial da Polícia do Capitólio que entrou na sua sala e ordenou a ela e à sua equipa que evacuassem para um outro prédio. Ocasio-Cortez observou que o policial não se identificou e que ela primeiro acreditou que a voz do policial era a de um agressor.

### Crise de Energia no Texas 2021
Ocasio-Cortez reagiu à crise de energia de 2021 no Texas organizando uma arrecadação de fundos para fornecer comida, água e abrigo aos texanos afetados. A arrecadação de fundos, que começou a 18 de fevereiro, levantou 2 milhões de dólares no seu primeiro dia e 5 milhões de dólares até ao dia 21 de fevereiro. O dinheiro foi para organizações como o Houston Food Bank e o North Texas Food Bank. Ocasio-Cortez também viajou para Houston para ajudar os voluntários na recuperação.

## Posições políticas nacionais

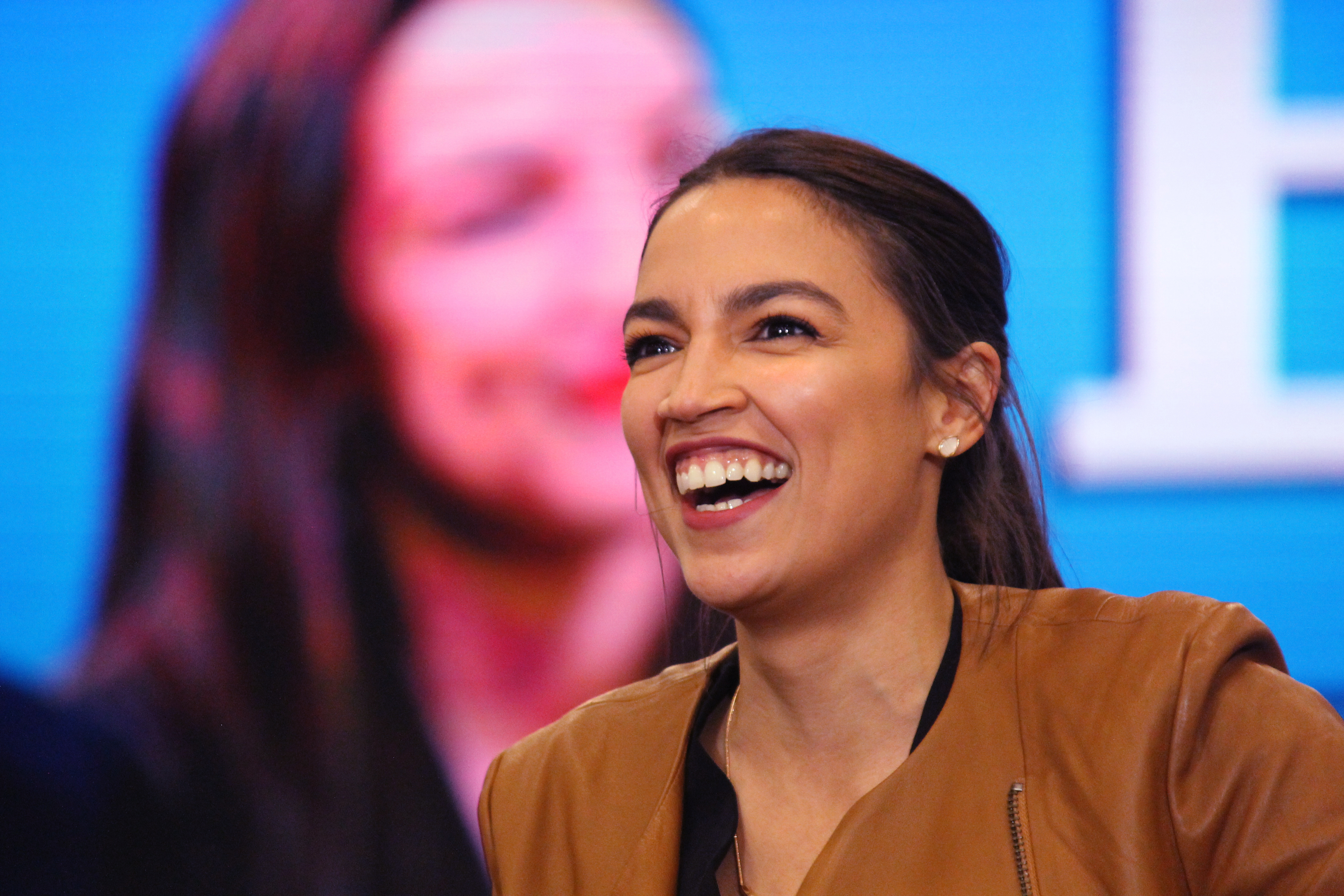
Alexandria Ocasio-Cortez, no comício de Sanders em Iowa.

Ocasio-Cortez é membro dos Socialistas Democráticos da América e adota o rótulo de socialista democrata como parte da sua identidade política. Numa entrevista no Meet the Press da NBC, ela descreveu o socialismo democrático como "parte do que eu sou. Não é tudo o que eu sou. E eu acho que essa é uma distinção muito importante". Em resposta a uma pergunta sobre o socialismo democrático, em última análise clamando pelo fim do capitalismo durante uma entrevista Firing Line na PBS, ela respondeu: "Em última análise, estamos marchando para o progresso nesta questão. Acho que veremos uma evolução no nosso sistema económico em um grau sem precedentes, e é difícil dizer que direção isso vai tomar".
Ocasio-Cortez apoia políticas progressistas, como o Medicare para todos com pagador único, faculdade  e escola comercial públicas gratuitas, uma garantia federa lde emprego, o cancelamento do US$ 1,6 trilhão de dívidas estudantis pendentes, licença familiar garantida, abolição da US Immigration and Customs Enforcement, acabar com a privatização das prisões, promulgar as políticas de controle de armas, e da política energética contando com 100% de energias renováveis.
Ocasio-Cortez "está aberta" para usar a Teoria Monetária Moderna (MMT) como um caminho económico que poderia fornecer financiamento e permitir a implementação dessas metas. Ocasio-Cortez disse a Anderson Cooper que ela favorece políticas que "se assemelham mais ao que vemos no Reino Unido, na Noruega, na Finlândia e na Suécia".
Ocasio-Cortez apoiou Bernie Sanders na eleição presidencial de 2020 e apareceu com ele em palestras. Os comícios de campanha a que ela compareceu com ele atraíram as maiores multidões de qualquer comício presidencial. A 25 de janeiro, ela juntou-se a Michael Moore para substituir Sanders num comício na Universidade de Iowa, enquanto Sanders participava do julgamento do impeachment de Trump no Senado.

### Ambiente

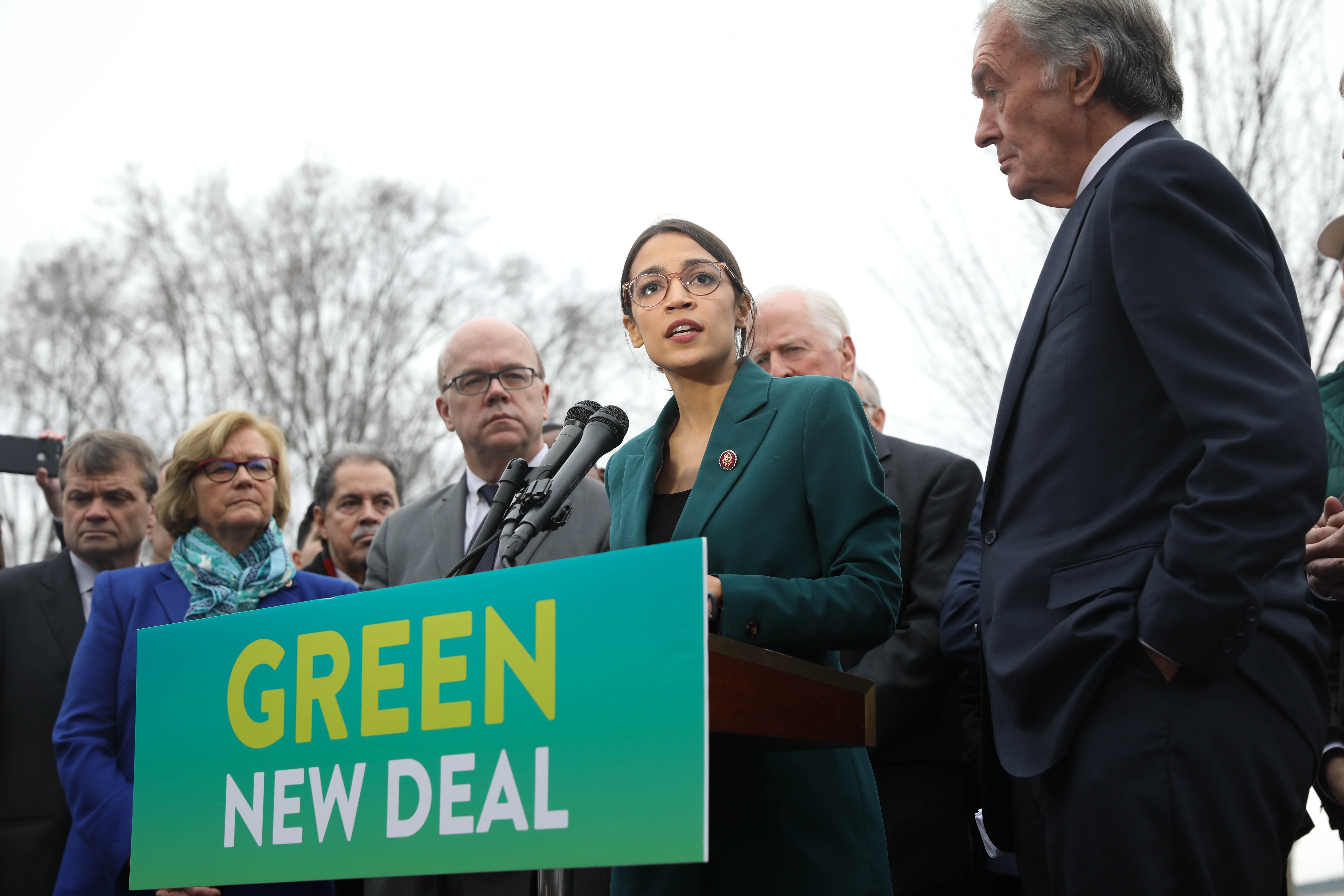
Ocasio-Cortez fala sobre o Novo Green New Deal frente ao Capitólio em fevereiro de 2019.

Ocasio-Cortez pediu "mais linha dura ambiental no Congresso", descrevendo a mudança climática como "a maior ameaça à segurança nacional para os Estados Unidos e a maior ameaça individual à civilização industrializada mundial". Referindo-se a um relatório recente das Nações Unidas indicando que os efeitos da mudança climática serão irreversíveis a menos que as emissões de carbono sejam contidas nos próximos 12 anos, ela argumentou que, para evitar o fim da existência humana, o aquecimento global deve ser tratado imediatamente.
O plano ambiental de Ocasio-Cortez, denominado Green New Deal, defende que os Estados Unidos façam a transição para uma rede elétrica que funcione com energia 100% renovável e acabem com o uso de combustíveis fósseis em 10 anos. As mudanças, estimadas em cerca de 2,5 trilhões de dólares por ano, seriam financiadas em parte por impostos mais altos sobre os ricos. Ela descreveu a si mesma como tendo uma "mente aberta" sobre o papel da energia nuclear no Green New Deal, mas tem sido criticada por ignorá-la nas suas propostas.

### Política tributária
Ocasio-Cortez propôs a introdução de um imposto marginal de até 70% sobre a renda acima de 10 milhões de dólares para pagar pelo Green New Deal. De acordo com especialistas em impostos contactados pelo The Washington Post, esse imposto geraria uma receita extra de US$ 720 bilhões por década. Ocasio-Cortez opôs-se e votou contra a regra de repartição apoiada pelos líderes democratas, que exige uma política fiscal neutra em relação ao déficit, com todos os novos gastos equilibrados por aumentos de impostos ou cortes de gastos. Ela e o deputado Ro Khanna condenaram a regra como um obstáculo às políticas progressistas novas ou à expansão das existentes. Ela cita A Teoria Monetária Moderna como justificativa para déficits mais elevados para financiar sua agenda. Traçando um paralelo com a Grande Depressão, ela argumentou que o Green New Deal  precisa de gastos deficitários como o New Deal original.

### Imigração
Ocasio-Cortez expressou apoio à retirada de fundos e abolição da agência de Imigração e Fiscalização Alfandegária (ICE) dos EUA em várias ocasiões. Em fevereiro de 2018, ela o chamou de "um produto do conjunto de leis do Patriot Act da era Bush " e "uma agência de fiscalização que assume um tom mais paramilitar a cada dia". Em junho, ela disse que "pararia antes de dissolver totalmente a agência" e que preferia "criar um caminho para a cidadania para mais imigrantes por meio da descriminalização". Posteriormente, ela esclareceu que isso não significa cessar todas as deportações. Dois dias antes das eleições primárias, Ocasio-Cortez participou de um protesto num centro de internação infantil ICE em Tornillo, Texas. Ela foi a única democrata a votar contra o HR 648, um projeto de lei para financiar e reabrir o governo, porque financiou o ICE.

#### Centros de detenção para imigrantes sem documentação
Em junho de 2019, Ocasio-Cortez comparou os centros de detenção para imigrantes sem documentação sob a administração Trump na fronteira entre o México e os Estados Unidos a "campos de concentração". Ela citou "análise de especialistas", com link para um artigo da Esquire citando Andrea Pitzer, autora de One Long Night: A Global History of Concentration Camps, que fez uma afirmação semelhante. Alguns académicos apoiaram o uso do termo para a detenção forçada de imigrantes; outras figuras criticaram-na fortemente, dizendo que mostrava desrespeito pelo Holocausto e pelas vítimas. Em resposta às críticas dos republicanos e de democratas, Ocasio-Cortez disse que eles haviam confundido campos de concentração ("a detenção em massa de civis sem julgamento") com campos de extermínio. Ela recusou-se a desculpar-se por usar o termo: "Se isso o deixa desconfortável, lute contra os campos, não a nomenclatura".
Em julho de 2019, visitou centros de detenção de imigrantes e outras instalações no Texas como parte de uma delegação do Congresso para testemunhar em primeira mão a crise na fronteira. Ocasio-Cortez descreveu as condições como "horríveis". Ela disse que as mulheres numa cela disseram que não tiveram acesso a chuveiros por duas semanas e foram orientadas a beber água do vaso sanitário quando a pia quebrou, e que uma mulher disse que as suas filhas haviam sido tiradas dela duas semanas antes e ela não sabia onde elas estavam.

### Financiamento policial
Ocasio-Cortez apoia o movimento "desinvestir na polícia". Convidada a dar a sua interpretação para o movimento, ela disse: "Parece um subúrbio", e "comunidades brancas ricas já vivem num mundo onde escolhem financiar jovens, saúde, moradia, etc em vez de financiar a polícia. Quando um adolescente ou pré-adolescente faz algo errado em um subúrbio (eu digo adolescente porque é nesta idade que frequentemente começam os longos ciclos carcerários para as comunidades negras e pardas), as comunidades brancas fazem de tudo para encontrar alternativas ao encarceramento para seus entes queridos para "proteger seu futuro", como serviço comunitário, reabilitação ou medidas de reparação. Por que não tratamos as pessoas negras e pardas da mesma maneira? Por que o sistema criminoso não se importa com o futuro dos adolescentes negros como eles cuidam do futuro dos adolescentes brancos? Por que os jornais não usam fotos de formatura ou de família em histórias de pessoas negras como fazem quando cobrem pessoas brancas (por exemplo, Brock Turner) que cometem crimes?"

### Cuidados de saúde
Ocasio-Cortez apoia a transição para um sistema de saúde com pagador único, vendo os cuidados médicos como um direito humano. Ela diz que uma única seguradora de saúde do governo deve cobrir todos os americanos, reduzindo os custos totais. O site de sua campanha diz: "Quase todas as outras nações desenvolvidas do mundo têm saúde universal. É hora de os Estados Unidos alcançarem o resto do mundo garantindo que todas as pessoas tenham uma cobertura de saúde real que não vá quebrar o banco".  A proposta do Medicare para todos foi adotada por muitos candidatos presidenciais Democratas em 2020.

### Antipobreza
Em setembro de 2019, Ocasio-Cortez apresentou uma proposta de política antipobreza (contida num pacote chamado "Uma sociedade justa") que levaria em consideração o custo de creches, cuidados de saúde e "novas necessidades" como acesso à Internet para medir a pobreza. A proposta limitaria os aumentos anuais de aluguel e garantiria acesso a programas de bem-estar social para pessoas com condenações e imigrantes sem documentos.

### Aumentos salariais aos congressistas
Em 2019, Ocasio-Cortez apoiou os aumentos salariais para o Congresso. Ela escreveu: "Não é uma posição divertida ou politicamente popular para tomar. Mas consistência é importante. Todos os trabalhadores devem ter aumentos no custo de vida. É por isso que o salário mínimo deve ser atrelado à inflação, também. Os membros do Congresso ganham 174 mil dólares por ano; o presidente ganha 223 500 dólares e os líderes da Câmara ganham 193 400 mil dólares. O republicano Kevin McCarthy juntou-se a ela para apoiar o aumento de salário, dizendo que não queria que o Congresso fosse um lugar onde apenas os ricos pudessem se dar ao luxo de servir. Colegas democratas como Joe Cunningham opuseram-se à medida dizendo: "Nós não viemos aqui para nos dar um aumento".

### Igualdade LGBTQ

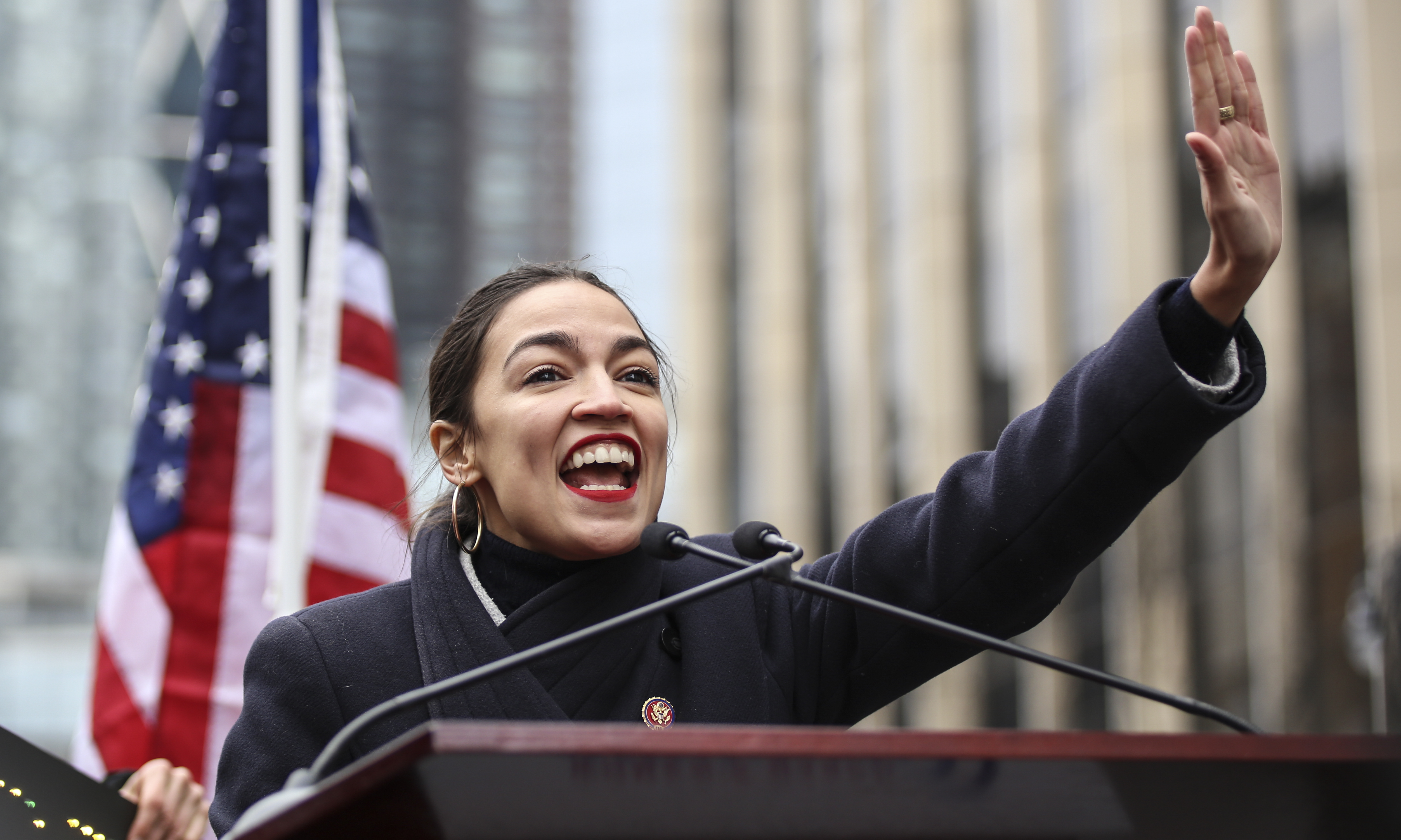
Ocasio-Cortez na "Women's March" em Nova York a 19 de janeiro de 2019.

Ocasio-Cortez é uma defensora dos direitos LGBTQ e da igualdade LGBTQ. Ela disse que apoia a comunidade LGBTQ e agradeceu aos seus membros pelo seu papel na sua campanha. Ela publicou e depois apareceu num vídeo game ao vivo para ajudar a arrecadar dinheiro para a Mermaids, uma instituição de caridade com sede no Reino Unido para crianças trans. Em janeiro de 2019 na Marcha das Mulheres da Cidade de Nova Iorque em Manhattan, Ocasio-Cortez fez um discurso detalhado em apoio às medidas necessárias para garantir a igualdade LGBTQ no local de trabalho e em outros lugares.
Na Comissão de Supervisão e Reforma da Câmara a 27 de fevereiro de 2020, Ocasio-Cortez defendeu a igualdade LGBTQ no contexto da sua formação religiosa. Referindo-se a um hospital católico que recusou uma histerectomia para um homem transgénero. Ela disse: "Não há nada de sagrado em rejeitar cuidados médicos às pessoas, não importa quem sejam, dependendo de qual seja a sua identidade de género. Não há nada de sagrado em afastar alguém de um hospital."

### Porto Rico
Ocasio-Cortez fez um apelo à "solidariedade com Porto Rico". Ela defendeu a concessão de outros direitos civis aos porto-riquenhos, independentemente da classificação legal de Porto Rico. Ela defende o direito de voto e ajuda em desastres. Ocasio-Cortez criticou a resposta da FEMA ao furacão Maria e a relutância do governo federal em lidar com a situação política de Porto Rico. Ela acredita que o governo federal deve aumentar o investimento em Porto Rico. Em agosto de 2020, Ocasio-Cortez e Nydia Velázquez introduziram o projeto de lei de Autodeterminação de Porto Rico de 2020, que foi encaminhado ao Comitê de Recursos Naturais da Câmara.

### Bancário
No final de 2020, Ocasio-Cortez e Rashida Tlaib propuseram um projeto de lei de banco público para incentivar a criação de bancos públicos estaduais e locais, dando-lhes acesso a instalações da Reserva Federal e estabelecendo diretrizes nacionais sobre os bancos públicos.
Em abril de 2021, Ocasio-Cortez anunciou um projeto de lei que ela e outros três senadores introduziram para implementar um programa piloto de bancos postais em bairros urbanos rurais e de baixa renda, onde milhões de famílias não podem acessar ou pagar serviços bancários padrão.

### Outras questões domésticas
Na educação, Ocasio-Cortez fez campanha a favor do estabelecimento de faculdades e escolas profissionais públicas gratuitas. Ela disse que ainda está pagando os empréstimos estudantis e quer cancelar todas as dívidas estudantis.
A 28 de junho de 2018, Ocasio-Cortez disse à CNN que apoiaria o impeachment do presidente Trump, citando as supostas violações de Trump à Cláusula de Emolumentos e declarando que "temos que responsabilizar todos e que nenhuma pessoa está acima dessa lei".
Ocasio-Cortez opôs-se a um acordo planejado pela cidade de Nova Iorque para dar à Amazon.com 3 bilhões de dólares em subsídios estaduais e municipais e incentivos fiscais, para construir uma sede secundária (Amazon HQ2) numa área perto de seu distrito eleitoral, dizendo que a cidade deveria investir 3 bilhões de dólares no seu próprio distrito. Alguns comentaristas criticaram os seus comentários com base no fato de que eles insinuavam que ela não entendia que os incentivos fiscais eram descontos sobre o dinheiro pago ao governo, e não pelo governo.
No final de 2020, Ocasio-Cortez e Rashida Tlaib propuseram um projeto de lei sobre bancos públicos, para encorajar a criação de bancos públicos estaduais e locais, dando-lhes acesso a facilidades do Federal Reserve e estabelecendo diretrizes nacionais sobre os bancos públicos.
Ocasio-Cortez tem sido uma defensora dos direitos trabalhistas, incluindo um salário mínimo de 15 dólares por hora. Ela não compareceu à posse do presidente Joe Biden para se juntar à greve do Mercado de Produtos Hunts Point de 2021 no Bronx.

## Posições sobre política internacional

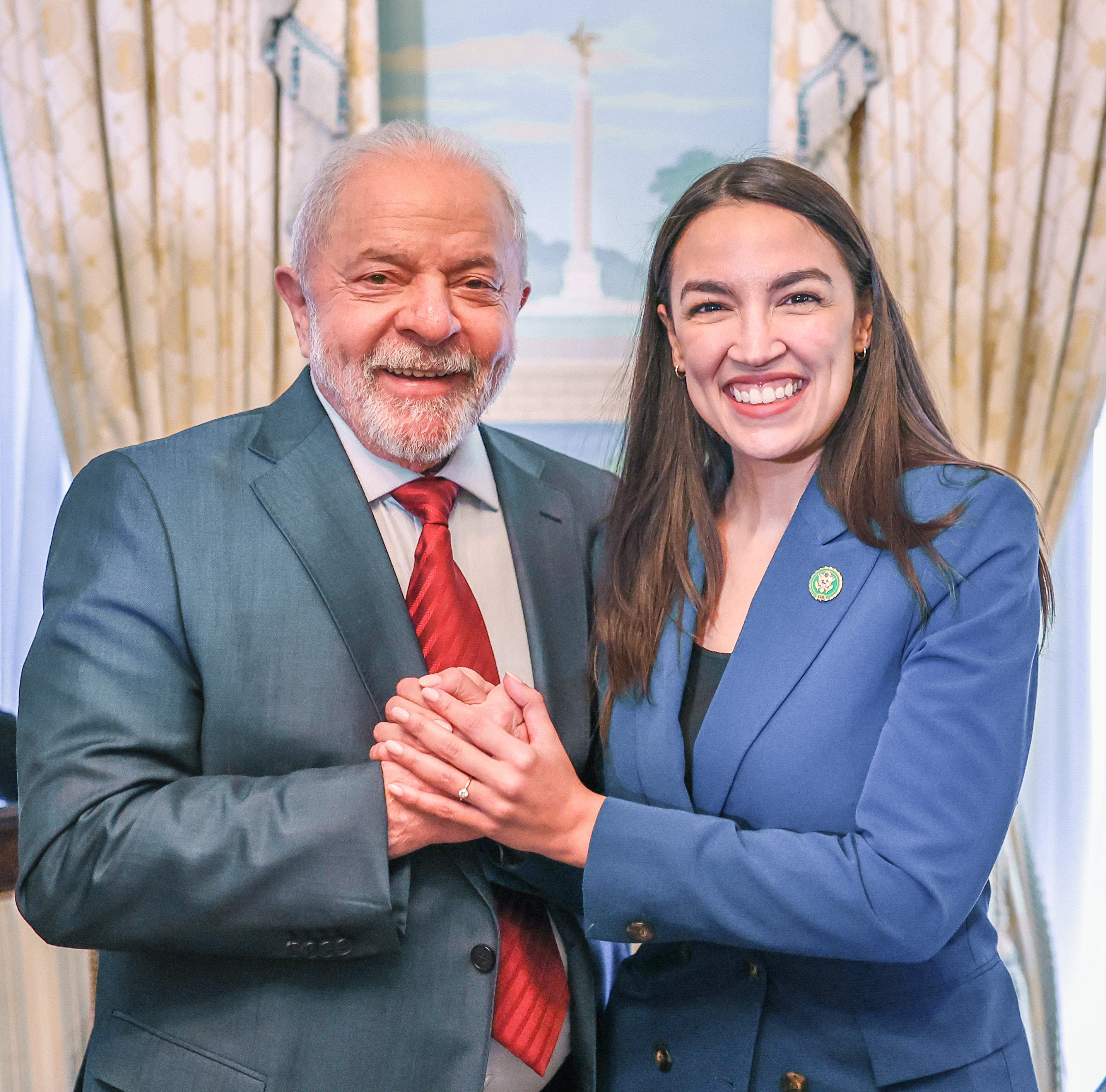
Ocasio-Cortez com o presidente Luiz Inácio Lula da Silva em fevereiro de 2023.

### China
Ocasio-Cortez criticou as empresas americanas Activision Blizzard e Apple por censurar manifestantes pró-democracia em Hong Kong. Ela coassinou uma carta ao CEO da Activision Blizzard, Bobby Kotick, que dizia: "À medida que a China amplia a sua campanha de intimidação, você e sua empresa devem decidir se vão além dos resultados financeiros e promovem os valores americanos, como liberdade de expressão e pensamento - ou ceder às exigências de Pequim a fim de preservar o acesso ao mercado".
Uma carta bipartidária de Ocasio-Cortez e de outros sete legisladores criticou ferozmente a forma como a NBA lidou com a polêmica envolvendo um tweet do gerente geral do Houston Rockets, Daryl Morey. Os legisladores escreveram que a resposta da NBA não apenas "vendeu um cidadão americano", mas também "reforça a visão do Partido Comunista Chinês de que aqueles que apontam para a repressão chinesa em Hong Kong estão na melhor das hipóteses expressando opiniões, não fatos", além de ser "uma traição aos valores americanos fundamentais".

### Israel
Em maio de 2018, Ocasio-Cortez criticou o uso de força letal pelas Forças de Defesa de Israel contra os palestinos que participavam dos protestos na fronteira de Gaza em 2018, chamando isso de "massacre" num tweet. Numa entrevista em julho de 2018 para a série Firing Line da PBS, ela disse ser "uma defensora de uma solução de dois Estados" e chamou a presença de Israel na Cisjordânia de uma "ocupação da Palestina". O seu uso do termo "ocupação" gerou uma reação de uma série de grupos e comentaristas pró-Israel.
Em julho de 2019, Ocasio-Cortez votou contra uma resolução da Câmara apresentada pelo congressista democrata Brad Schneider, de Illinois, condenando o Movimento Global de Boicote, Desinvestimento e Sanções visando Israel. A resolução foi aprovada por 398 votos a 17.
Ocasio-Cortez advertiu que a anexação planejada de Israel dos territórios palestinos na Cisjordânia ocupada "estabeleceria as bases para que Israel se tornasse um estado de apartheid". Ela escreveu ao secretário de Estado dos Estados Unidos, Mike Pompeo, que trabalharia para "buscar uma legislação que condicionasse os 3,8 bilhões de dólares em financiamento militar dos Estados Unidos a Israel para garantir que os contribuintes dos Estados Unidos não apoiassem a anexação de forma alguma". O American Israel Public Affairs Committee ('Comitê Americano de Assuntos Públicos de Israel'), AIPAC, condenou a carta, dizendo que esta ameaçava a relação EUA-Israel.
Em maio de 2021, Ocasio-Cortez emitiu uma declaração condenando os despejos por Israel de famílias palestinas das suas casas em Jerusalém Oriental ocupada por Israel. Criticou o presidente Biden por dizer que Israel "tem o direito de se defender", argumentando que "declarações como essas [com] pouco contexto ou reconhecimento do que precipitou esse ciclo de violência — ou seja, as expulsões dos palestinos e os ataques a Al Aqsa — desumanizam os palestinos [e] implicam que os EUA olharão para o outro lado em violações dos direitos humanos".

### Arábia Saudita
Ocasio-Cortez votou pela retirada da ajuda militar dos EUA para a guerra da Arábia Saudita no Iêmen. Ela criticou a administração do presidente Trump por escalar as tensões com o Irão, dizendo que isto levaria o país a "um conflito militar completamente irresponsável".

### Brasil
Em 10 de fevereiro de 2023, na visita de Lula à Joe Biden, ela se encontrou com o presidente brasileiro na Casa Branca após apoiá-lo em sua candidatura e afirmou ser uma "verdadeira honra conhecê-lo e discutir solidariedade global para o planeta e os trabalhadores". Em 11 de agosto de 2023, a congressista defendeu a liberação de documentos sigilosos sobre a participação dos Estados Unidos na ditadura militar brasileira.

## Ameaça de assassinato
O Departamento de Justiça dos Estados Unidos acusou um homem texano que esteve presente na invasão do Capitólio dos Estados Unidos em 2021, depois que ele tuitou a sua intenção de "assassinar AOC" como parte de uma "guerra civil".

## Serviço no congresso
| Serviço no Congresso dos Estados Unidos | Serviço no Congresso dos Estados Unidos | Serviço no Congresso dos Estados Unidos | Serviço no Congresso dos Estados Unidos | Serviço no Congresso dos Estados Unidos | Serviço no Congresso dos Estados Unidos     | Serviço no Congresso dos Estados Unidos |
| Datas                                   | Congresso                               | Câmara                                  | Maioria                                 | Presidente                              | Comités atribuidos                          | Classe / Distrito                       |
| --------------------------------------- | --------------------------------------- | --------------------------------------- | --------------------------------------- | --------------------------------------- | ------------------------------------------- | --------------------------------------- |
| 2019 - 2021                             | 116º                                    | Representantes                          | Democrata                               | Donald J. Trump                         | Serviços Financeiros , Supervisão e Reforma | Distrito 14                             |
| 2021 - 2023                             | 117º                                    | Representantes                          | Democrata                               | Donald J. Trump Joe Biden               | Serviços Financeiros , Supervisão e Reforma | Distrito 14                             |

## Prémios e honras
O MIT Lincoln Laboratory deu o seu nome ao asteroide 23238 Ocasio-Cortez quando ela estava no último ano do ensino médio, em reconhecimento ao seu segundo lugar na Feira Internacional de Ciência e Engenharia da Intel 2007. Ocasio-Cortez foi nomeada a Personalidade do Ano 2017 do Instituto Nacional Hispânico por Ernesto Nieto. Em 2019, recebeu o Prêmio Adelle Foley. Foi considerada uma das 100 mulheres mais influentes de 2019 pela BBC.

## Vida pessoal
Após a morte do seu pai em 2008, a sua mãe e avó mudaram-se para a Flórida devido a dificuldades financeiras. Ela ainda tem família no Porto Rico, onde o avô vivia em uma casa de repouso antes de morrer após o furacão Maria. Ocasio-Cortez disse que "ser porto-riquenho é ser descendente de ... mouros africanos [e] escravos, índios, colonizadores espanhóis, refugiados judeus e provavelmente outros. Somos todas essas coisas e algo mais - nós somos Boricua" (porto-riquenhos).
Ocasio-Cortez é católica romana. Ela discutiu a fé católica e o impacto na sua vida e na sua campanha pela reforma da justiça criminal num artigo que escreveu para America, revista da ordem dos Jesuítas nos Estados Unidos. Numa celebração de Hanukkah em dezembro de 2018 em Nova Iorque, ela disse que tinha alguma ascendência judaica sefardita.
Durante a sua campanha eleitoral de 2018, ela residia em Parkchester (Bronx), com seu namorado, o desenvolvedor de web Riley Roberts.
O Centro para Políticos Responsáveis (Center for Responsive Politics), analisando relatórios de informações financeiras, classificou-a como um dos membros mais pobres da 116ª Legislatura, com um patrimônio líquido máximo de US$ 30 mil.